# Up for the Cup (film, 1950)
Pour les articles homonymes, voir Up for the Cup.
Up for the Cup est un film britannique réalisé par Jack Raymond sorti en 1950. 
C'est un remake du film Up for the Cup, déjà réalisé par Jack Raymond, sorti en 1931.

## Synopsis
Albert Entwhistle est un inventeur raté du Yorkshire qui assiste à la finale de la FA Cup. Il se fait voler sa sacoche contenant son argent et apprend, dans la foulée, que sa femme le quitte... Il retrouve finalement sa femme et apprend qu'une de ses inventions va le rendre riche et célèbre.

## Fiche technique
- Réalisation : Jack Raymond
- Scénario : Bert Lee, R.P. Weston, Con West et Jack Marks
- Photographie : Henry Harris
- Production : Citadel Films
- Genre : Comédie
- Durée : 76 minutes

## Distribution
- Albert Modley : Albert Entwhistle
- Mae Bacon : Maggie Entwhistle
- Helen Christie : Jane
- Harold Berens : Maître priseur
- Wallas Eaton : Greffier 1
- Jack Melford : Greffier 2
- Charmian Innes : Clippie
- Fred Groves : Hardcastle
- John Warren : Cartwright